# バッジとれ〜るセンター
『バッジとれ〜るセンター』（英：Nintendo Badge Arcade）は任天堂より2014年12月17日に配信開始されたニンテンドー3DS用ダウンロードゲームソフト。アメリカでは2015年11月10日、ヨーロッパでは2015年11月13日に配信開始。

## 概要
ニンテンドー3DSのHOMEメニュー（の下画面のみ）にデコる（飾る）ことのできる「バッジ」を入手するソフト。ソフトのダウンロード自体は無料で、ニンテンドーeショップからダウンロードする。
バッジはクレーンゲーム型の「バッジキャッチャー」を遊ぶことで入手し、プレイ料金はニンテンドーeショップの残高を利用する。バッジのデザインは「マリオシリーズ」「ゼルダの伝説シリーズ」「どうぶつの森シリーズ」などの任天堂作品のキャラクターやアイテムを模したものが中心だが、「モンスターハンターシリーズ」などの他社のゲーム作品や、サンリオキャラクターなどのゲーム以外の作品のキャラクターを模したものもある。
舞台はゲームセンター型で、案内役にウサギの「バイト」が登場する。
配信開始から2年半がたち、配信されたバッジのカテゴリ数は1000種類、配信されたバッジの種類は10000種類を超え、データ容量が3DSのメモリの上限に達したため、2017年5月26日をもって新作バッジの追加が終了となった。
ニンテンドーeショップのサービス終了に伴い2023年3月28日をもって課金でのプレイが終了となった他、2023年3月24日3:59をもって毎日無料2プレイ、本ソフト限定テーマの販売、バッジキャッチャーの入れ替えの更新も終了となった。（練習キャッチャーはプレイ可能だが2023年3月24日以降更新はされていない）。また、ニンテンドー 3DS ソフトのオンライン サービス終了に伴い、2024年4月9日 をもってサービスが終了した。

## 内容

### バッジキャッチャー
- バッジを入手できるモード。ここで入手したバッジは、HOMEメニューの下画面にデコる（飾る）ことができる（後述）。
- 基本的には5プレイを有料で遊ぶことができるが、初回5プレイは無料で遊べる。また、練習キャッチャーで、うまく取れたり、小当たりや、当たり、はずれくじを10枚集めることができれば、無料プレイがプレゼントされる（後述）。また、キャンペーンで無料プレイがプレゼントされることもある。新作バッジ追加の最終週以降（2017年6月1日以降）から2023年3月24日までは毎日2プレイ無料となっていた。
- 支払い完了、あるいは無料プレイがプレゼントされるとゲームが開始される。下画面の大きなボタン、あるいは本体のAボタンでクレーンを左に動かすと、自動的にアームが開いてクレーンが降り、バッジをキャッチしようとする。上手くつかんで穴に落とすとバッジを獲得できる。なお、クレーンで単純につかむだけではなく、クレーンの先で大きなボックスに埋め込まれたバッジを獲ったり、バッジが積み上がった山を崩し、一度に複数のバッジを入手するなどのテクニックがある。
- バッジの台のアームには、バッジをたたき落すハンマー型のアームや、爆風でバッジを吹き飛ばす爆弾型のアームもある。
- 何度も遊んでいると、バイトがお支払いプレイの権利を10プレイ分や15プレイ分などでも買えるようになる。お支払いプレイは、1ヶ月（その月の1日-末日）に限度額が設定されている。
- 新しい台には「NEW」の印が、 終了2日前の台には「あと2日で終了!」と、今日で終了の台には「今日で終了!」と表示されていた。

### 練習キャッチャー
- 1日1回だけ当日にバッジキャッチャーにある台の中から5プレイ無料で遊べる。ここで獲得したバッジはHOMEメニューでは使えないが、練習キャッチャーで当たりクジを獲得できれば、無料で3プレイ遊べる。小当たりクジは、無料で1プレイプレゼントされる。また、ハズレくじでも、10枚集めると無料で1プレイできる。

- Ver 1.1.0からは、練習キャッチャーをプレイすると当たる確率が上昇し、一度当たりクジを獲得すると確率は戻る仕様になった。
- Ver 1.2.0から小当りが実装された。小当りは獲得したクジの数に関係なく、当たりがなかった場合に一定確率で当選する。当選すれば無料で1プレイできる。
- 上記で述べた当たりくじやハズレくじ10枚は、練習後すぐに練習した台のバッジキャッチャー側へ案内されて消費する（貯めることはできない）。
- 2023年3月24日以降は「どうぶつの森」ソフトアイコン付きの練習台に固定されている。

### テーマショップ
- お支払いプレイ（課金プレイ）で何度も遊ぶと、本ゲームでしかもらえない限定の壁紙（テーマ）や「バイト」のバッジがもらえる。

テーマに関しては、再ダウンロードもできた。

### イチオシ!Miiverse広場
- Miiverseに投稿されたHOMEメニューが紹介されることがある。紹介されたHOMEメニューは、バイトのコメントを聞くこともできる。
- また、投稿されたHOMEメニューを見たりすることが可能。2017年6月1日以降は、過去に紹介されたHOMEメニューの紹介のみとなる。
- Miiverseへの投稿は2017年11月8日15:00をもって終了した。
- Miiverseサービス終了後のサービス終了前時点で投稿された投稿の紹介が現在も更新され続けているがバイトのコメントの台詞[4]は2023年3月24日以降は更新されず、固定されている。

### コレクション
- これまでに入手したバッジを表示できる。
- Ver 1.3.0からは、ホールにコレクションの入り口が設置された。また、集めたバッジの種類が一定に達すると、コレクションの入り口の見た目が変化する。

## デコる
- 入手したバッジで3DSのHOMEメニューをデコる（飾る）ことができる。本ゲームを起動していなくてもHOMEメニューの「バッジを飾る」から可能。
- HOMEメニュー上部に表示される「バッジケース」から目当てのバッジをスライドさせ、HOME画面上のスペース（ソフトが表示されていない箇所）に置ける。ソフトのフォルダ上にバッジを飾ることも可能。
- バッジには2スペースや4スペースを使って表示する「でかバッジ」や、「ニンテンドーeショップ」「ニンテンドー3DSカメラ」「ニンテンドー3DSサウンド」「ダウンロードプレイ」「本体設定」「Miiスタジオ」「すれちがいMii広場」「思い出きろく帳」などの本体内蔵ソフトを起動できるバッジもある。
- バッジケース内のバッジはカテゴリごとに分類されている。ケースには合計1000種類・カテゴリ数100個までのバッジが表示できる。
- 自分のHOMEメニューの画像は、Miiverseに投稿したり、ニンテンドー3DS画像投稿ツールで投稿したりできる。なお、Miiverseに投稿されたHOMEメニューはゲーム内の「イチオシ!Miiverse広場」で紹介されることもあった。

## 登場キャラクター
バイト（Arcade Bunny）
声：大西 壮登 (おおにし まさと）
「バッジとれ〜るセンター」の案内を務めるピンク色のウサギのキャラクター。語尾に「〜っす」をつけて話す。週ごとの新規配信内容や各モードの説明を行う際には、ゲーム・漫画・アニメ・テレビ番組などに関する幅広い知識を披露する。会話の途中で突然、筋肉質な姿、乙女のような姿、本物のウサギのような姿に変化することがある。
2017年5月26日配信週（最終日は6月1日）以降は会話内容が固定されている。
『大乱闘スマッシュブラザーズ SPECIAL』ではアシストフィギュアとして登場。同サウンドテストにて初めて声の担当が明かされた。
『ジャンプロープ チャレンジ』では、作中に登場するウサギをバイト風に変更するコスチュームが追加された。
バーバラ様
「大合奏!バンドブラザーズ」のキャラクター。本名はバーバラ・バット。4月1日（エイプリルフールの日）や「バンドブラザーズ」のバッジが配信される際など、ごくまれにバイトに代わって案内を務めることがあった。
テンチョー
「バッジとれ〜るセンター」の店長。バイトのコメントでたびたびその存在が示唆されるが、ゲーム自体には登場しない。その正体はバイトの「中の人」でもある「やぎ あつと」（八木敦人）であることが2017年5月26日（新規配信の最終週）に明かされた。
配信最終週にはバイトのコメントを通してゲーム制作の内実が語られ、例えば配信開始から2年半にわたってバイトのコメントの台本を考えたり、新規バッジや新規バッジキャッチャーを入荷する調整などの仕事をすべて一人で行っており、食中毒になって寝込んだ際は自宅からバイトのセリフの台本をメールしたり、新作ソフトの発売に合わせてコラボバッジを入荷する際にはソフトの発売延期におびえたりと苦労も多かったという。このゲームの方向性に関しては、「叩かれるのをビビってたらゲームなんて作れない」とのこと。

## 配信されたバッジ
マリオシリーズやゼルダの伝説シリーズと言った任天堂の作品を中心に、多数の作品のバッジが配信された。バッジの総数は1万種類を超える。
人気作品のキャラクターは様々な種類が展開され、ドット絵バージョンやお正月バージョン、ソフトのカートリッジやamiiboをバッジ化したものも配信された。しずえ（『どうぶつの森』）、アシュリー（『メイド イン ワリオ』）、ニッキー（『いつの間に交換日記』）などの女子キャラクターは特に人気があり特に多くの種類が配信された。
ポケットモンスターシリーズは、『サン・ムーン』までの全ポケモンがバッジ化された。『ロックマン』『妖怪ウォッチ』など他社のゲームのバッジや、ローソン、サンリオなど異業種のキャラクターもバッジ化された。
枯山水のバッジや「ナン」「カコ」「ウテ」「クレ」「ヤ」（『ゼルダの伝説』）のバッジなどは、HOME画面にデコってMiiverseに投稿する「デコリスト」によって活用され、「イチオシ!Miiverse広場」で取り上げられてバイトに称賛された。のりまき（『どうぶつの森』）のバッジはデコリストに特に人気だったという。
バイトやバッジキャッチャーなど『バッジとれ〜るセンター』自身のバッジや、バイト（の中の人）がエイプリルフールのネタとして2017年4月1日に独断で企画した、アシュリーらが活躍するという設定の架空のゲーム『クレイジーギャラクシー』のバッジも配信された。

## 開発スタッフ
開発スタッフは初期スタッフの九割が途中で交代している、また、バイトの声については収録方法のみが明かされている。2017年5月26日にゲーム内でスタッフが紹介された。
プロデューサー
かわもと こういち
ディレクター
みずたに しょうへい
プログラム
まつした ひろたけ、うんの まさのり、かわい けんたろう、にいたに りゅうすけ、みなと きょうへい、やまぐち せいいち、おのざわ ゆうき、なかたに ともひろ、みむら ごう、しもむら きみひこ、おおにし なおのり
グラフィックデザイン（UIデザイン/3Dデザイン）
すぎもと ひろみ、そのやま こうじ、なかざわ みずほ、かんの かつひこ、たかはし あらた、まきの あみ、やまざき りょうこ
グラフィックデザイン（バッジ制作）
すぎもと ひろみ、そのやま こうじ、なかざわ みずほ、たけうち こう、みしま みきお、きたお のりこ、ふくだ ともあき、くさかべ かすみ、あだち ゆり、こたき ゆか、しみず だいご、かしわぎ しんたろう、はまだ りょう、まつした ただし、ましこ ともみ、たきた さき、すずき しゅんご、たかお やすひろ、いけだ さちこ、ましも まさひこ、たつた はるか、かぎの そうた、かんの かつひこ、ひらまつ じゅんや、いけじり たかひさ、まるも ゆかり、きたむら のりこ、すぎやま やすこ、まさおか ゆう、ひろよし いさお、にしやま なつみ、おおた ともひろ、いでもと まちこ、ねもと ちはる
ゲームデザイン（バッジキャッチャー台制作）
そのやま こうじ、さかいの まさみち、みなと きょうへい、かんの かつひこ、すずき りょうすけ、きたお のりこ、やまもと しょうへい、さいとう たけひこ、ひろよし いさお、ひろせ じゅんいち、あずま あゆみ、いでもと まちこ、なだべ ともこ、なかい じょうた、わたなべ まき、いとう まゆみ、きむら あかね、なかやま さとえ、やまざき りゅうへい、なかじま ひでき、つじ よしひと、かとう ひろこ、こうの たかひこ、たなか まきこ、ゆうだ まりこ、いわさき えり、くぼ あいほ、すわ ともひこ
サウンド
おおにし まさと、まつおか だいすけ
テスティング/QA
くぼ けんた、いわなが しょうたろう、ひぐち たかゆき、えびはら みずき、やまじ みえこ、なかじま ひでき、まつだ あつし、みなみざき ともひろ
マリオクラブ株式会社
スペシャルサンクス
いわはし あつや、おおにし まさと、おの すみかず、くらた めぐみ、こうの ひろゆき、こばやし まさよし、さかくら ちえ、さかもと りえ、さの しゅんた、しばぐち せいじ、じょ きしゅう、たかの まこと、たきぐち たかひろ、つぎはし かなこ、ひろせ じゅんや、ほそい たかし、まつした ただし、みわ なおき、とみた のぶお
株式会社アクセスゲームズ、株式会社 電遊社
ゼネラルプロデューサー
たかはし しんや
エグゼクティブプロデューサー
きみしま たつみ
運営/コーディネーション
さいとう たけひこ、にしかわ けんた、そのやま こうじ、やぎ あつと、いまい だいじ、やまもと しょうへい
店長
やぎ あつと
グラフィックデザイン（キャラクター）
そのやま こうじ、すぎもと ひろみ、やなぎ ありさ
グラフィックデザイン（3Dアニメ/エフェクトデザイン）
えいらく たけひさ、すずき しゅんご、ごちょう たくと、ひらまつ じゅんや、にしがき たかひろ
グラフィックデザイン（2D）
すぎもと ひろみ、なかざわ みずほ、きたお のりこ、かんの かつひこ、くさかべ かすみ、くみき ゆか、しばた あさこ、ひしぬま あかり、たけうち こう、ひろよし いさお、にしやま なつみ、おおた ともひろ、いでもと まちこ
バイト（振り付け）
やぎ あつと、やまじ みえこ、なだべ ともこ、なかい じょうた、いとう まゆみ、きむら あかね、なかやま まさえ、なかじま ひでき、かとう ひろこ、こうの たかひこ、たなか まきこ、ゆうだ まりこ
バイト（台本）
やぎ あつと